# Bretton (adelsslægt)
Bretton er navnet på både en fransk og en dansk adelsslægt (skriver sig Uytendale de Bretton), som nedstammer fra den franske slægts spindeside. Begge slægter er højadelige.

## Historie
Da kong Ludvig XIV den 18. oktober 1685 tilbagekaldte det af Henrik IV under 1595 udstedte Edict de Nantes, hvorved huguenotterne og katolikkerne havde erholdt lige rettigheder, emigrerede over 50.000 familier og blandt disse familien de Bretton. Jean comte de Bretton var admiral i fransk tjeneste og eskadrekommandør. I anledning af hans emigration blev hans store besiddelser i Normandiet og Flandern konfiskerede.

### Den danske slægt
Jean de Bretton havde kun een datter, der blev gift med Lucas de Uytendale, ligeledes en fransk emigreret officer. Jean de Bretton og Lucas de Uytendale opholdt sig efter emigrationen i længere tid på St. Croix. Senere begav Lucas de Uytendale sig tilbage til fransk Flandern. Hans søn af ægteskabet med Jean de Brettons datter, Lucas de Uytendale (1720-1786), forlod atter Frankrig og bosatte sig på St. Croix, hvor han ægtede madame Marie Boudewyn de Chatain (død 1749) af en fransk emigreret familie; hun døde kort efter uden afkom. Lucas de Uytendale giftede sig nu anden gang 1750 med Margretha Gjertrud Elisabeth født Moth (1734-1784), en datter af generalløjtnant Frederik von Moth, generalguvernør over Dansk Vestindien. En anden søn af Lucas de Uytendale var Johan Balthazar de Uytendale (død 1779).
Henholdsvis den 18. december og den 30. december 1763 blev Johan Balthazar de Uytendale og Lucas de Uytendale og deres ægte afkom naturaliseret og optaget i den danske friherrelige stand med navn efter de tvende nævnte bedstefædre, nemlig Uytendale baron de Bretton. Ingen senere medlemmer af slægten har dog ført navnet Uytendale, men kun Bretton. Johan Balthazar Uytendale baron de Bretton havde i ægteskabet med Helena Molijn kun en datter, Helena Uytendale baronesse de Bretton (1760 – ?).

#### 1. generation
Lucas Uytendale baron de Bretton (1720-1786) var fader til:
1. Johanne baronesse de Breton (1751 – død uden afkom)
2. Frederik Moth baron de Breton (31. januar 1752 – 1813), kammerjunker, officer i Livgarden til Hest, gift 1. gang med Elisa Edoull (død uden afkom), 2. gang 1778 med Elisabeth Vind, 12 børn
3. Marie baronesse de Bretton (1754-1784), gift med guvernør over Hollandsk Guinea Jacob de Weer, afkom
4. Elisabeth baronesse de Bretton (1758-1777), gift med Paul baron de Bretton, ej afkom
5. Alette baronesse de Bretton (1759-1781)
6. Lucas Uytendale baron de Bretton (15. september 1763 – 1. juli 1823), gift 30. oktober 1789 med Elisabeth Sophie Bjørn (23. februar 1772 – 13. januar 1856), afkom
7. Gjertrud Elisabeth baronesse de Bretton (25. februar 1775 – ?), gift med John Ayres, dansk generalkonsul i Lissabon
8. Peter baron de Bretton (1776-?), gift med Magdalena de Rochers, afkom

#### 2. generation
Frederik Moth baron de Breton (1752-1813) var fader til 12 børn, seks sønner (John, Peter, Jacob, William, August, Lucas)og seks døtre, hvis skæbne næsten ikke kendes. Én søn, Lucas baron de Breton (1781-?), var gift med en datter af guvernøren på Guadeloupe. En anden søn skal have været general i spansk tjeneste.
Lucas Uytendale baron de Bretton (1763-1823) var fader til:
1. Lucas Peter baron von (de) Bretton (1797-1880), stiftamtmand
2. Frederik Emil baron von (de) Bretton (1799-1878), højesteretsdommer
3. Elisabeth Sophie baronesse de Bretton (26. april 1801 i København – 25. maj 1869 i Preetz), gift 4. september 1824 med ritmester, kammerherre Magnus Jens Godske greve Moltke (1801-1877), afkom
4. Lucretia baronesse de Bretton (17. januar 1805 på St. Croix – 2. marts 1879 sammesteds)

#### 3. generation
Lucas Peter de Bretton var gift 1. gang 30. juli 1828 på Frederiksberg med Marie Sophie Hellesen (7. juli 1799 i København – 16. februar 1835 i Helsingør), datter af kasserer ved Den kgl. Manufakturhandel, senere kommerceråd Frederik Christian Hellesen og Christiane Mariane Lycke. 2. gang ægtede han 16. juli 1836 Gertrud Elisabeth Lillienskiold (8. august 1808 i Christiansted på St. Croix – 20. november 1890 i København), datter af regeringsråd på St. Croix, kammerjunker, senere kammerherre Hans Christopher Lillienskiold og 2. hustru Maria Alette von Moth. Børn:
1. Lucas Frederik Emil Anthon baron de Bretton (1. juli 1830 – ?), premierløjtnant ved 16. infanteribataljon, Ridder af Dannebrog og af en fransk orden, deltog i felttogene 1850 1863 og 1864
2. Frantz Frederik Sophus baron de Bretton (18. oktober 1832 i Tranekær – 3. juli 1864 på Augustenborg Slot), juridisk kandidat, tog som frivillig del i krigen i 1864 og faldt 29. juni på Als, hvor der er sat ham en mindesteen
3. Christian Frederik August Gunny baron de Bretton (15. december 1833 – ?), fra 1857-1865 artilleriofficer
4. Marie Sophie Angelica baronesse de Bretton (11. april 1837 – ?), frøken i Vemmetofte Kloster, IV afdeling
5. Christian Frederik baron de Bretton (24. juli 1842 – ?), deltog som officersaspirant i felttoget 1864
6. Carl Frederik Montagne baron de Bretton (12. november 1843 – ?), løjtnant ved 18. infanteribataljon
7. Emma Augusta Alette Elisabeth baronesse de Bretton (2. august 1845 – ?), frøken i Vemmetofte Kloster, IV afdeling

#### Andre generationer
Denne liste er ufuldstændig; hjælp gerne med at udfylde den.

Læge på St. Thomas, dr.med. Frederik "Fritz" baron de Bretton (1793-1842) var gift med Jane Elliott Lytton (1794-1871). Børn:
1. Astley Paston Cooper baron de Bretton (6. december 1829 i Frederiksted – 15. oktober 1869 sammesteds), cand.jur., ekspeditionssekretær
2. Catherine "Kate" Jane baronesse de Bretton (29. november 1831 i Christiansted – 17. august 1900 i Snekkersten) ægtede 1. gang købmand, engelsk konsul på St. Thomas William Joseph Emerson og 2. gang 18. februar 1870 i København (?) læge Hans Wilhelm Meyer (1824-1895).